# Монфорте-де-Моюела
Монфорте-де-Моюела (ісп. Monforte de Moyuela, араг. Mont-fort) — муніципалітет в Іспанії, у складі автономної спільноти Арагон, у провінції Теруель. Населення — 69 осіб (2010).
Муніципалітет розташований на відстані близько 240 км на схід від Мадрида, 121 км на північ від міста Теруель.

## Демографія
Динаміка населення (INE ):

## Галерея зображень

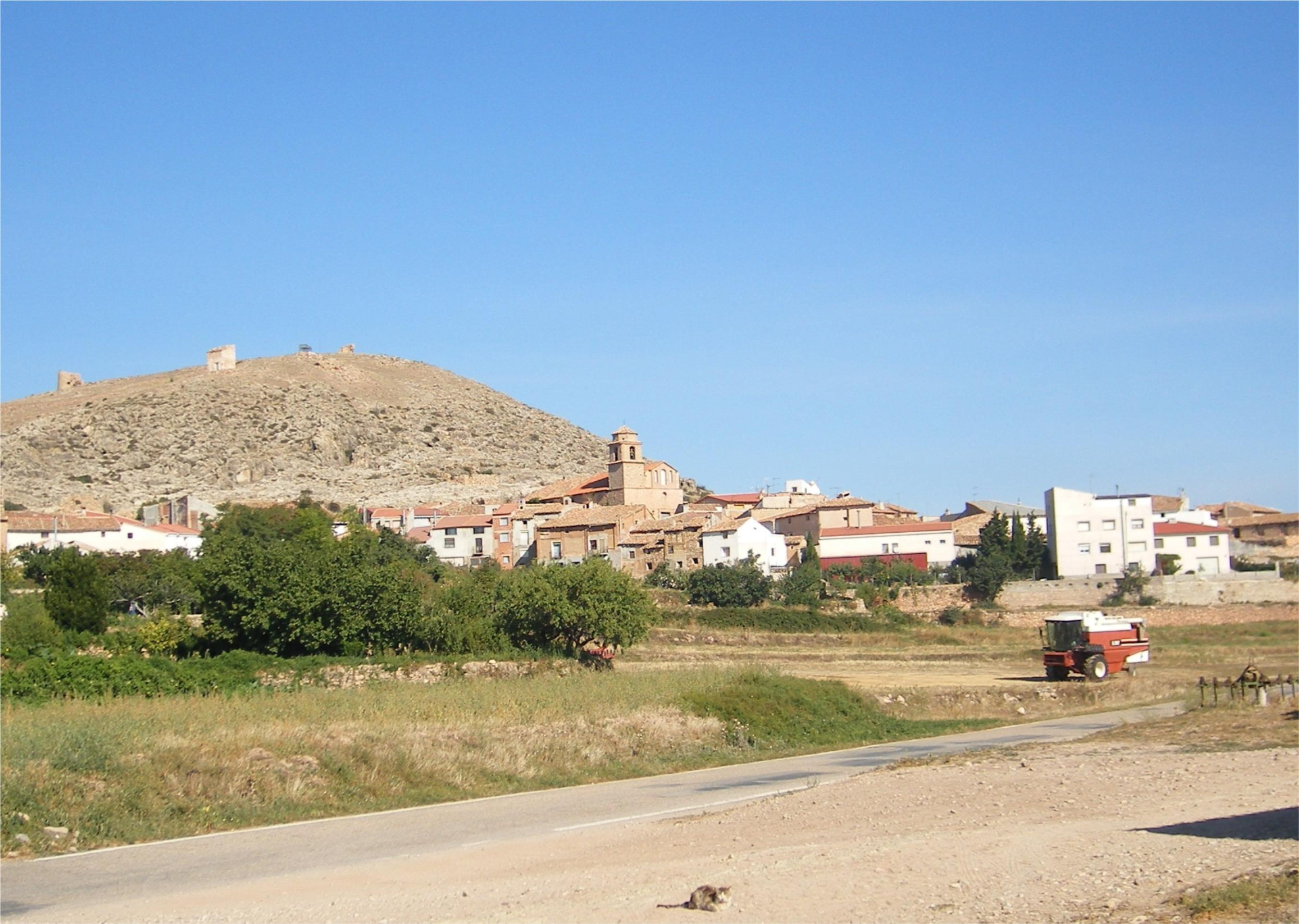
Монфорте